# Kaya
Kaya là một tổng thuộc tỉnh Sanmatenga ở miền trung Burkina Faso. Thủ phủ là thị xã Kaya.

## Các thị xã và làng xã
Arouem, Bakouta, Bandaga-Mossi, Bandaga-Naba-Peulh, Bandaga-Peulh, Bangassé, Baobokin, Basbériké, Basnéré, Bendogo, Bissiga, Bissiguin, Dahisma, Damané, Dapologo, Dasmesma, Delga, Dem, Dembila-Mossi, Dembila-Peulh, Dondollé, Fanka, Foulou-Yarcé, Foura, Gâh, Gantodogo, Gouguin, Goulguin-Yarcé, Ilyalla, Iryastenga, Kalambaogo, Kamsaogo, Kankandé, Konéan, Konkin, Kougouri, Koulogo, Koutoula-Yarcé, Légouré, Loundogo, Namsigui, Napalgué, Niangado, Nongfaïré-Bangré, Nongfaïré-Mossi, Oualga, Pampa, Paspanga, Pousdem, Roaguin, Roumtenga, Sanrgo, Sanrgo-Peulh, Sian, Silga, Silmiougou, Songodin, Sorogo, Tampèlga-Yarcé, Tangasgo, Temmiga, Tibtenga, Tiffou, Toécé, Tougouri, Zablo, Zandogo, Zingdnogo, Zorkoum và Zoura.